# Kormorani
Kormorani (znanstveno ime Phalacrocoracidae) so družina ptic iz reda veslonožcev.
Vrste v Sloveniji:
- veliki kormoran (Phalacrocorax carbo)
- pritlikavi kormoran (Microcarbo pygmaeus)
- vranjek (Phalacrocorax aristotelis)

Duge vrste so še:
- Phalacrocorax coronatus
- Phalacrocorax neglectus
- Phalacrocorax fuscicollis - indijski kormoran